# 韦尔雅
韦尔雅（法語：Vergheas）是法国多姆山省的一个市镇，位于该省西北部，属于里永区。该市镇总面积7.45平方公里，2009年时的人口为74人。

## 人口
韦尔雅人口变化图示